# Orthovertella
Orthovertella es un género de foraminífero bentónico de la subfamilia Hemigordiopsinae, de la familia Hemigordiopsidae, de la superfamilia Cornuspiroidea, del suborden Miliolina y del orden Miliolida. Su especie tipo es Orthovertella protea. Su rango cronoestratigráfico abarca desde el Moscoviense hasta el Stephaniense (Carbonífero superior).

## Discusión
Clasificaciones más recientes incluyen Orthovertella en la subamilia Calcivertellinae, de la familia Calcivertellidae de la superfamilia Nubecularioidea. and responses to global changes. Revue de Micropaléontologie, 53: 209–254.</ref>

## Clasificación
Orthovertella incluye a las siguientes especies:
- Orthovertella minima †
- Orthovertella poliarensis †
- Orthovertella protea †
- Orthovertella pseudoprotea †
- Orthovertella sellardsi †
- Orthovertella semiinvoluta †
- Orthovertella shalshalensis †
- Orthovertella subrotundata †
- Orthovertella verchojanica †

Otras especies consideradas en Orthovertella son:
- Orthovertella angulata †, de posición genérica incierta
- Orthovertella flexuosa †, de posición genérica incierta
- Orthovertella issatchkensis †, de posición genérica incierta
- Orthovertella simplicissima †, de posición genérica incierta